# Louis Hakizimana
Louis Hakizimana (* 1979) ist ein ehemaliger ruandischer Fußballschiedsrichter.
Von 2012 bis 2022 stand er auf der Liste der FIFA-Schiedsrichter und leitete internationale Fußballspiele, darunter sechs Spiele in der CAF Champions League.
Beim Afrika-Cup 2019 in Ägypten leitete Hakizimana zwei Spiele in der Gruppenphase. Zudem war er bei der U-20-Afrikameisterschaft 2017 in Sambia und bei der Afrikanischen Nationenmeisterschaft 2018 in Marokko im Einsatz.
2022 beendete Hakizimana seine aktive Schiedsrichterkarriere.